# Ruhestrom
Der Ruhestrom, auch Bias-Strom (englisch bias-current) genannt, ist elektrischer Strom, der dauernd in einem Stromkreis fließt, auch wenn dieser nicht aktiv ist. 

## Halbleiterschaltungstechnik
Im Allgemeinen verkleinert der Ruhestrom den Wirkungsgrad einer Schaltung und ist daher meist unerwünscht.
In der Halbleiterschaltungstechnik ist der Ruhestrom zur Einstellung des Arbeitspunktes von wichtiger Bedeutung. Bei Verstärkern auf Halbleiterbasis kann der Ruhestrom – je nach Schaltungstechnik – einen erheblichen Teil des Gesamtverbrauches ausmachen. 
Des Weiteren wird er als wichtiger Parameter von integrierten Schaltkreisen und in den Datenblättern derselben angegeben. 
Der Ruhestrom ist ebenfalls in Röhrenverstärkern vorhanden und muss bei den Endstufenröhren manuell eingestellt werden, da sonst eine Zerstörung der Röhren und/oder der Ausgangsübertrager die Folge wäre.

## Alarmanlagen
Bei Gefahrenmeldeanlagen dient der Ruhestrom der ständigen Überwachung einer Meldelinie. Diese Art der Überwachung wird als Ruhestromprinzip bezeichnet. Unterbrechung oder Kurzschluss des Ruhestroms führt zur Alarmauslösung.

## Ruhestrom & Akku
Ruheströme sind besonders für Akkus schädlich, weil sie diese entleeren, dabei aber keinen Mehrwert bringen. In Autos zählen Ruheströme über 50 mA als kritisch und deuten auf eine defekte Elektronik hin.